# Wind (curta)
Wind é um curta de animação americano de 2019 dirigido e escrito por Edwin Chang, produzido pela Pixar Animation Studios e distribuído pela Walt Disney Studios Motion Pictures. É o quinto filme do programa "SparkShorts" da Pixar, e se concentra na avó e neto que desejam escapar de um abismo sem fim. O curta foi lançado no Disney+ em 13 de dezembro de 2019.

## Enredo
Ellis (interpretado por Emilio Fuentes) e sua avó (interpretada por Sonoko Konishi) vivem em um misterioso buraco de pia cheio de rochas flutuantes e escombros estranhos de itens e máquinas em desuso. Eles conseguem fazer uma pequena casa para si mesmos a partir do lixo e deleitam-se com batatas, o único alimento que conseguem cultivar. Todos os dias, vovó manda Ellis prender um cordão a si próprio para flutuar e coletar itens que eles podem usar em seu benefício. Em particular, os dois estão construindo um foguete para que possam escapar do buraco e entrar na luz brilhante no topo. Um dia, Ellis descobre um avião abandonado nos destroços, mas fica abatido quando percebe que ele só pode sentar uma pessoa. Vovó oferece um plano para que ele monte o foguete e simplesmente a puxe com a corda com a qual ele concorda.
Com os retoques finais adicionados ao seu foguete. Ellis entra e voa para cima; evitando as pedras e detritos pelos quais ele passa. Apesar de alguma turbulência, Ellis consegue atravessar o topo e aterrissar do lado de fora, onde acaba em um campo verdejante e vê pássaros voando no alto. Ele então pega o fio e o puxa, o que leva quase o dia inteiro. No entanto, ele fica triste ao ver que, em vez de se amarrar na corda, a avó amarrou uma caixa de batatas. Ellis começa a chorar quando ele a abraça.

## Elenco
- Sonoko Konishi como Avó
- Emilio Fuentes como Ellis

## Desenvolvimento
Na Pixar, Edwin Chang iniciou sua carreira como diretor técnico de simulação. Depois de enviar sua ideia para Wind, ele foi selecionado para o programa e tirou uma nota sabática de seu emprego de longa data, para criar uma ode animada à história da família com a ajuda do produtor Jesus Martinez e de uma equipe de animadores. Em dezembro de 2019, Edwin Chang, escritor/diretor da Wind, descreveu o curta como "A própria história em si é uma história de imigração". Chang sentiu que "Havia todas essas histórias nas notícias sobre crianças imigrantes e, embora minha história não estivesse diretamente relacionada a elas, havia muitos paralelos que as tornaram muito mais significativas para nós". Sua avó e o pai fugiu do norte para a Coreia do Sul durante a Guerra da Coreia. Seu pai emigrou para os Estados Unidos e teve que deixar sua avó para trás. Eventualmente, ela se juntou a eles, mas a separação deixou uma impressão em Chang. Sua história familiar serviu como principal inspiração para o vento, e o clima político atual tornou os temas ainda mais relevantes.

## Música
Andrew Jimenez, que compôs a música para o curta-metragem da Pixar, Kitbull, compôs a música para Wind. O placar foi lançado em 28 de fevereiro de 2020.

## Recepção
WIid obteve uma resposta crítica geralmente positiva, com escritores julgando-a "chorar" e "mágica". Alex Reif, do The Laughing Place, descreveu o curta como "enquanto o final é um pouco previsível desde o início, no entanto, é um arrasador de lágrimas". Shireen Honmode, do MEAWW, sentiu que o curta mostrava "uma metáfora da vida das pessoas que lutam para fazer face às despesas".

## Lançamento
Wind foi lançado no Disney+ em 13 de dezembro de 2019.

## Ligações Externas
- Wind. no IMDb.